# Conosimus noualhieri
Conosimus noualhieri är en insektsart som beskrevs av Puton 1898. Conosimus noualhieri ingår i släktet Conosimus och familjen sköldstritar. Inga underarter finns listade i Catalogue of Life.